# Fort Ord
Fort Ord était un camp militaire de l'US Army situé dans la Baie de Monterey en Californie. Établi en 1917 comme terrain de manœuvre pour l'artillerie de campagne et en activité jusqu'en septembre 1994, Fort Ord était l'un des camps militaires les plus prisés de l'U.S. Army, de par sa proximité des plages et du climat californien. La 7th Infantry Division (Light) y a été stationnée pendant de nombreuses années. Lorsque Fort Ord a été rendu aux usages civils, une partie de son territoire est devenu la première réserve naturelle des États-Unis, destinée à la préservation d'un insecte, le Smith's blue butterfly (une espèce menacée). Les villes de Marina, Monterey, Del Rey Oaks, Seaside, Salinas et Spreckels se sont partagé la partie restante de Fort Ord.

## Histoire
En 1940, le Camp Ord, ainsi nommé en hommage  au général Edward Ord (qui servit lors de la Guerre de Sécession, pendant la Seconde Guerre séminole puis au cours des Guerres indiennes), est agrandi et couvre une superficie de 81 km2. En août 1940, il reçoit la désignation de Fort et la 7th Infantry Division y est affectée et devient l'unité principale stationnée au fort.
Fort Ord devient en 1947 le cantonnement du 4th Replacement Training Center. Pendant les années 1950-1960, Fort Ord est une base d'attente pour les troupes partant au combat, il abrite à certains moments jusqu'à 50 000 hommes. La 194th Armored Brigade est réactivée au Fort par le Combat Development Command en 1957, mais est réaffectée à Fort Knox en 1960. Fort Ord continue à servir de camp d'entraînement pour l'infanterie jusqu'en 1974, puis redevient le lieu de stationnement de la 7th Infantry Division lors de son retour de Corée du Sud après son séjour de 25 ans le long de la Zone démilitarisée.
La commission BRAC recommande en 1991 la fermeture de la garnison, et le déplacement des unités qui y sont stationnées au Fort Lewis. En 1992, des troupes de Fort Ord et des Marines du Camp Pendleton participent aux opérations de maintien de l'ordre lors des émeutes de 1992 à Los Angeles. En 1994 Fort Ord est définitivement fermé. La plus grande partie de son terrain, rendue à l'État de Californie, abritera la California State University, Monterey Bay. Le reste est donné à l'Université de Californie à Santa Cruz afin d'y développer l'UC MBEST (Monterey Bay Education, Science and Technology) Center, programme de développement économique régional dont le but est de favoriser le développement de collaborations entre recherche et entreprises dans la région de la baie de Monterey. 
La présence militaire à Fort Ord, se perpétue néanmoins par quelques gardes nationaux de Californie et la présence du PX de la base (Post exchage supermarchés destinés aux militaires américains, gérés par l'Armée) destiné à approvisionner les retraités qui ont choisi de s'installer dans la région et qui ont le droit d'y faire leurs achats. La gérance des logements militaires a été remise en mains privées, mais les maisons sont toujours occupées par le personnel travaillant au Presidio de Monterey et à la Naval Postgraduate School ainsi que par des retraités de l'armée.
En juin 2006, Ed Salven, l'un des vétérans de Fort Ord à l'époque du Viêt Nam publia un livre, The soldier factory : a window (la fabrique à soldats : une fenêtre), qui raconte son histoire en tant que soldat et ses réflexions après une visite du fort où il revint à la fin des années 1990.